# ترنت رزنر
مایکل ترنت رزنر (به انگلیسی: Michael Trent Reznor؛ زادهٔ ۱۷ مهٔ ۱۹۶۵) خواننده، ترانه‌پرداز، موسیقی‌دان و آهنگساز آمریکایی است. وی به‌عنوان بنیان‌گذار، خوانندهٔ اصلی، نوازندهٔ چندسازه و ترانه‌سرای اصلی گروهٔ اینداستریال راک ناین اینچ نیلز شناخته می‌شود. ترکیب‌بندی اعضای گروه همواره در حال تغییر بوده است، به‌طوری که رزنر تنها عضو رسمی گروه از زمان تأسیس آن در سال ۱۹۸۸ تا سال ۲۰۱۶ بود، زمانی که او نوازندهٔ انگلیسی و همکار مکررش، آتیکوس راس، را به‌عنوان دومین عضو دائم گروه اضافه کرد.
رِزنر که از سال ۱۹۸۸ آثارش را تحت نام ناین اینچ نیلز منتشر می‌کند، قبل از آن با گروه‌هایی از جمله آپشن ۳۰، اگزتیک بردز و تِیپ‌وُرم همکاری داشته‌است. او از سال ۲۰۰۷ روابط کاری‌اش با اینترسکوپ رکوردز را قطع کرد و از آن زمان تاکنون به‌عنوان هنرمند مستقل، آثارش را تهیه و منتشر می‌کند. روزنامهٔ لس‌آنجلس تایمز از رزنر به‌عنوان یکی از «تحسین‌برانگیزترین نقش‌آفرینان» در سبکی که ارائه می‌کند یاد کرده‌است.
او در سال ۲۰۱۱ در هشتاد و سومین دوره مراسم اسکار برای همکاری در ساخت موسیقی اوریژینال فیلم شبکه اجتماعی به‌طور مشترک با آتیکوس راس برنده جایزه اسکار بهترین موسیقی اوریژینال شد. همکاریِ این دو در ساختِ موسیقی برای فیلم‌های دختری با خالکوبی اژدها و دختر گم‌شده ادامه یافته‌است.
رزنر در سال ۱۹۸۹ اولین آلبوم ناین اینچ نیلز را با نام ماشین زیبای نفرت منتشر کرد که با موفقیت تجاری همراه بود و از آن زمان تا به‌حال چندین مجموعه آلبوم و تک‌آهنگ دیگر تحت نام آن گروه، روانهٔ بازار کرده‌است. او طی سال‌های فعالیت موسیقی‌اش با هنرمندان مختلفی از سبک‌های گوناگون همکاری داشته‌است که از میان آن‌ها می‌توان به دیوید بویی، آدرین بلو(گیتاریست کینگ کریمسون)، سائول ویلیامز(خوانندهٔ هیپ هاپ) و مریلین منسون-که از دیدگاه برخی نوچهٔ موسیقایی رزنر است- اشاره کرد.
در سال ۱۹۹۷ مجلهٔ تایم نام ترنت رزنر را در لیست ۲۵ نفرهٔ «پرنفوذترین آمریکایی‌ها» قرار داد و نشریهٔ اسپین از او به عنوان «حیاتی‌ترین هنرمند موسیقی» یاد کرد.